# Stanisław Kondek

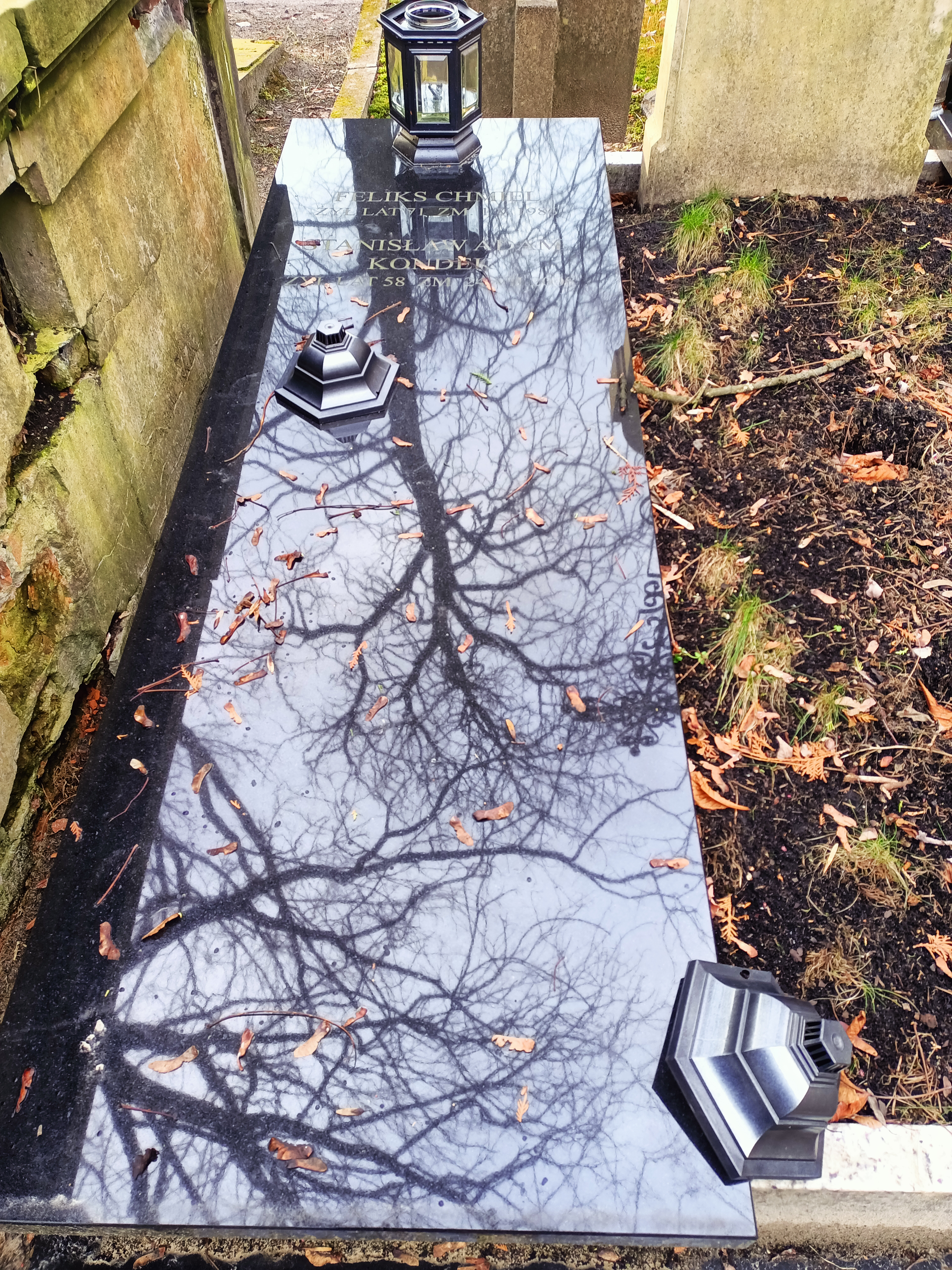
Grób Stanisława Adama Kondka na Cmentarzu Powązkowskim

Stanisław Adam Kondek (ur. 1949, zm. 24 lipca 2008) – polski bibliolog i historyk książki, długoletni pracownik Biblioteki Narodowej.

## Życiorys
Ukończył studia z zakresu bibliotekoznawstwa w Instytucie Bibliotekoznawstwa Uniwersytetu Wrocławskiego. Rozprawę doktorską pt. Polityka wobec wydawców. Warunki produkcji książek w Polsce w latach 1944–1949, której promotorem był Bartłomiej Szyndler, obronił w 1992 na Wydziale Humanistycznym Uniwersytetu Marii-Curie Skłodowskiej w Lublinie. Stopień naukowy doktora habilitowanego nauk humanistycznych w zakresie bibliologii został mu nadany 19 lutego 2002 przez Wydział Filologiczny Uniwersytetu Wrocławskiego, w oparciu o rozprawę Papierowa rewolucja. Oficjalny obieg książek w Polsce w latach 1948–1955.
Od 1972 do 1979 zatrudniony był w Zakładzie Bibliotekoznawstwa Wyższej Szkoły Pedagogicznej w Kielcach. W 1980 podjął pracę w Bibliotece Narodowej, początkowo w Zakładzie Teorii i Organizacji Bibliografii Instytutu Bibliograficznego, a później, od 1987, w Zakładzie Badań Czytelnictwa Instytutu Książki i Czytelnictwa. W latach 2001–2004 pracował w Katedrze Bibliotekoznawstwa i Informacji Naukowej Uniwersytetu Łódzkiego. Od 2005 był zatrudniony na Akademii Świętokrzyskiej (przekształconej następnie w Uniwersytet Humanistyczno-Przyrodniczy Jana Kochanowskiego w Kielcach), gdzie kierował Instytutem Bibliotekoznawstwa i Dziennikarstwa na Wydziale Humanistycznym. 
Należał do Polskiego Towarzystwa Bibliologicznego, którego w 2008 został wybrany prezesem. Zajmował się przede wszystkim problemami związanymi z produkcją, rozpowszechnianiem i czytelnictwem książek w okresie tzw. „odwilży” (1953–1957). Jego zainteresowania badawcze obejmowały politykę kulturalną tego okresu.
Pochowany na cmentarzu Stare Powązki w Warszawie (kwatera 186-5-20,21).

## Wybrane publikacje
- Władza i wydawcy. Polityczne uwarunkowania produkcji książek w Polsce w latach 1944–1949, Warszawa: Biblioteka Narodowa. Instytut Książki i Czytelnictwa, 1993.
- Papierowa rewolucja. Oficjalny obieg książek w Polsce w latach 1948–1955, Warszawa: Biblioteka Narodowa. Instytut Książki i Czytelnictwa, 1999. ISBN 83-7009-369-8.
- Strategia agitatora : wokół polskiego wydania „Odwilży” Ilji Erenburga, Acta Universitatis Lodziensis. Folia Librorum 13, 2006, s. 123–143.

Pracował nad projektem pt. Repertuar wydawniczy oficyn państwowych a zachowania lekturowe polskich czytelników w latach 1954–1964, którego – ze względu na śmierć – nie ukończył.